# DeBarge
DeBarge (Деба́рж) — американская музыкальная группа, состоявшая из братьев и сестёр Дебарж.
Наиболее известна по хитам 80-х годов с мягким урбанистическим звучанием, как «All This Love» (с одноимённого альбома 1982 года, который стал первым золотым диском группы), «Time Will Reveal» (1983) и их самая популярная песня «Rhythm of the Night» (1985, достигла первого места в ритм-н-блюзовом и adult contemporary-чартах «Биллборда» и третьего места в Billboard Hot 100, а одноимённый альбом стал платиновым).
Группа была сформирована в 1978 году с пятью участниками — четырьмя братьями Элдрой, Марком, Джеймсом, Рэнди и сестрой Банни. Группа подписала контракт с тем же лейблом , на котором начинали The Jacksons — Motown (точнее, на его подлейбле Gordy Records), и произошло это благодаря помощи двух их старших братьев Томми и Бобби, которые были, там же на лейбле Gordy Records, участниками группы Switch).
Тогда, в начале 1980-х «Мотаун» хотела сделать из ДеБарж «наследников трона Джексонов» и, как сказано ранее, в первой половине 1980-х годов группе с целой серией хитов это удалось — они добились мультиплатинового статуса и стали большими звёздами. Но после середины 1980-х годов долго им продержаться на вершине не удалось — популярность группы упала.

## Состав
- Банни Дебарж[англ.] (англ. Etterlene "Bunny" DeBarge) — вокал (1979—1986)
- Марк Дебарж[англ.] (англ. Mark "Marty" DeBarge) — вокал, тромпет, саксофон (1979—1989)
- Рэнди Дебарж[англ.] (англ. William "Randy" DeBarge) — вокал, бас-гитара (1979—1989)
- Эл Дебарж[англ.] (англ. Eldra "El" DeBarge) — вокал, фортепиано/клавишные (1979—1986)
- Джеймс Дебарж[англ.] (англ. James DeBarge) — вокал, фортепиано/клавишные (1982—1989)
- Бобби Дебарж[англ.] (англ. Robert "Bobby" DeBarge, Jr.) — вокал, фортепиано/клавишные, ударные (1987—1988)

## Дискография
- См. «DeBarge § Discography» в английском разделе.